# Messier 86
Messier 86 (M86 ili NGC 4406) je lećasta galaksija u zviježđu Djevica u skupu Virgu. Otkrio ju je Charles Messier 17. ožujka 1781. nakon dojave Pierrea Méchaina o otkriću M85.

## Svojstva
M86 je sjajna galaksija, ima prividni sjaj od magnitude + 8,9. Ne zna se u koji morfološki tip pripada ova galaksija, E3 ili S0. Galaksija se nalazi na udaljenosti od 52 ± 3 milijuna svjetlosnih godina i prilazi nam brzinom od 244 km/s. Razlog prilaženja je vjerojatno propadanje kroz galaktike kroz skup Virgo. Prividne dimenzije galaktike su 8,9' x 5,8' što odgovara stvarnim dimenzijama od 134.500 x 88.000 svjetlosnih godina.
M86 zajedno s M84 čini početak Markarianovog lanca galaksija.

## Amaterska promatranja
M86 je sjajnija i nešto lakše uočljiva od susjede, M84. U teleskopu izgleda kao sjajna elipsasta mrlja sa sjajnim središtem. Korištenjem manjeg povećanja moguće ju je smjestiti u isto vidno polje kao s M84. Galaksija zajedno s M84 služi kao polazna točka pri promatranju Markarianova lanca.

## Vanjske poveznice
- (engl.) SEDS: NGC 4406
- (engl.) Revidirani Novi opći katalog
- (engl.) Izvangalaktička baza podataka NASA-e i IPAC-a
- (engl.) Astronomska baza podataka SIMBAD
- (engl.) VizieR
- Skica M86